# موسی بیلیتی
موسی بیلیتی (انگلیسی: Musa Bility) سرپرست اتحادیه فوتبال لیبریا است. او یکی از نامزدهای سرپرستی فیفا بود.